# Quellenweg (Fichtelgebirgsverein)

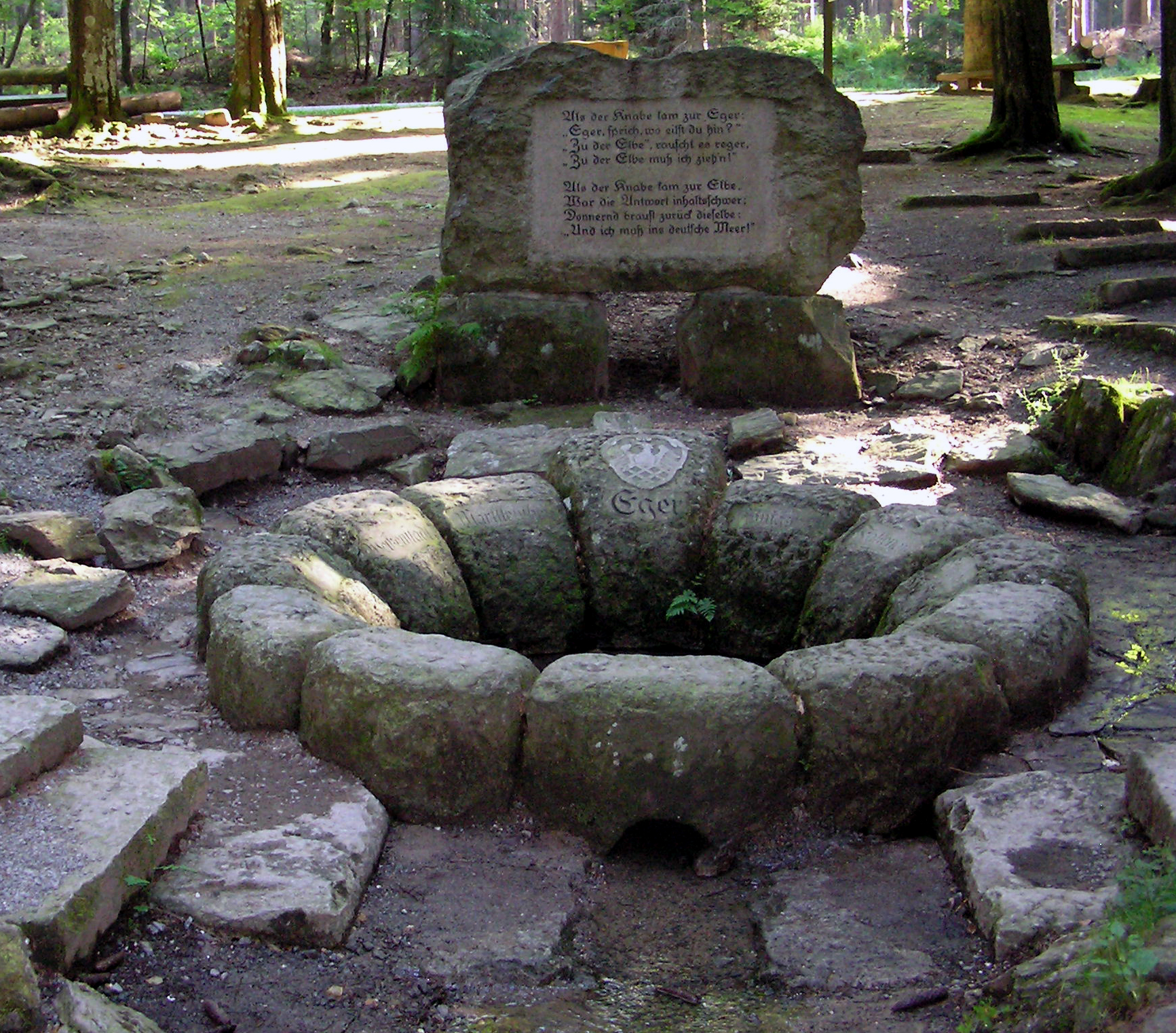
Egerquelle

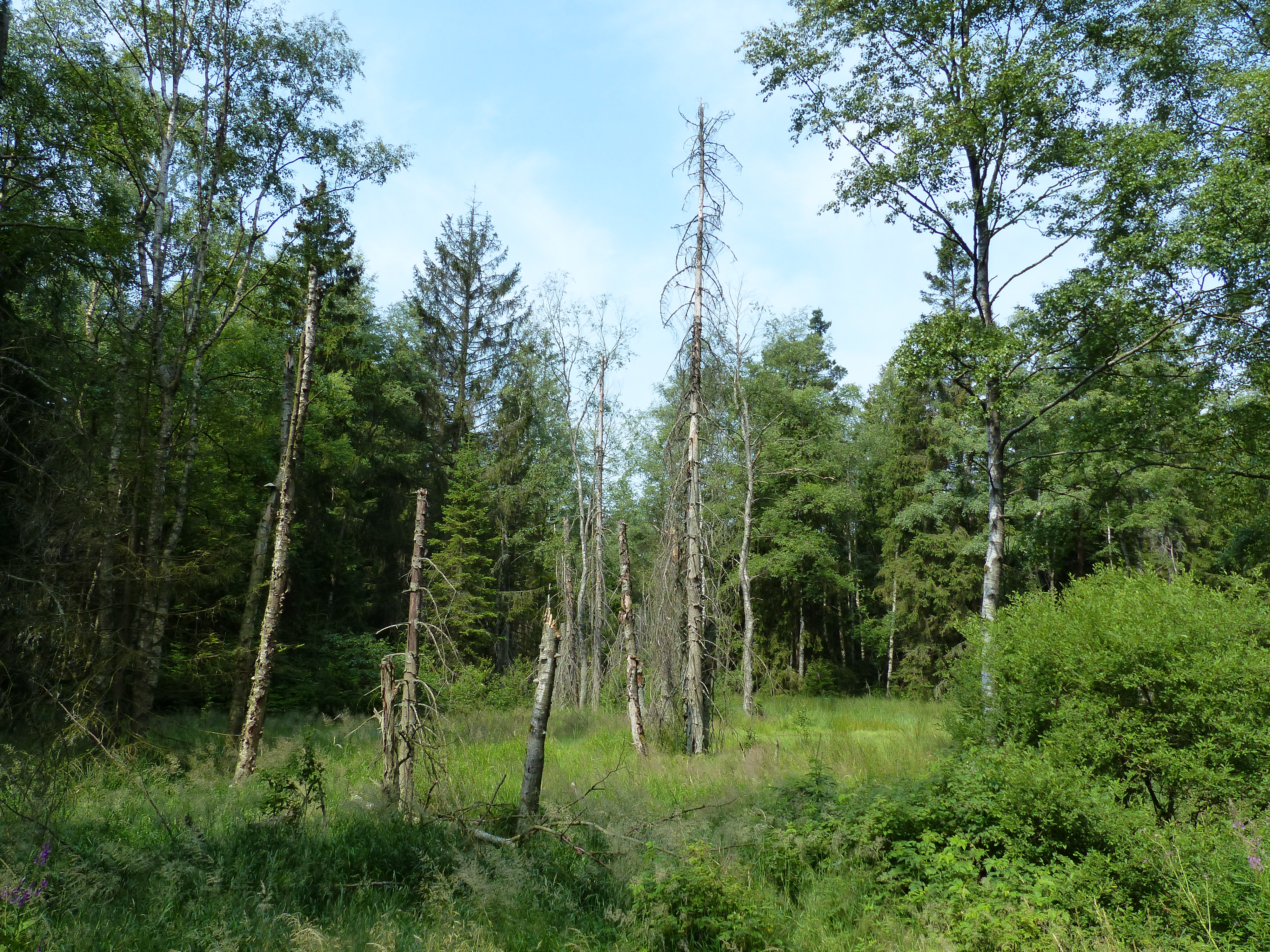
Torfmoorhölle

Der Quellenweg ist ein 46 km langer Hauptwanderweg im Fichtelgebirge, der die vier Quellen der Hauptflüsse „Sächsische“ Saale, Eger, Weißer Main und Fichtelnaab miteinander verbindet.

## Wegverlauf
Beschreibung des Wegeverlaufs von Nord nach Süd: Stadt Münchberg – Dorf Kleinlosnitz – Markt Zell im Fichtelgebirge – Quelle der „Sächsischen“ Saale – Torfmoorhölle – Egerquelle – Einöde Karches – Weißmainquelle – Fichtelnaabquelle – Fichtelsee – Nagler See – Dorf Nagel – Dorf Reichenbach – Luisenburg bei Wunsiedel – Bad Alexandersbad – Marktredwitz.
Bei der Quellen-Wanderung werden nicht nur die Wassereinzugsgebiete der Flüsse Elbe, Donau und Rhein berührt, auch die Europäische Hauptwasserscheide zwischen Nordsee und Schwarzem Meer wird überschritten.
Geschaffen und betreut wird der Wanderweg vom Fichtelgebirgsverein. Das Markierungszeichen des Weges ist ein schwarzes Q in gelbem Rechteck.

## Wanderkarte
- Fritsch Wanderkarte Nr. 52 Naturpark Fichtelgebirge, 1:50.000, 17. Auflage (Landkartenverlag Fritsch, Hof/Saale)